# Túnel Dos
Túnel Dos är en ort i Mexiko.   Den ligger i kommunen Tlatlauquitepec och delstaten Puebla, i den sydöstra delen av landet, 190 km öster om huvudstaden Mexico City. Túnel Dos ligger 790 meter över havet och antalet invånare är 204.
Terrängen runt Túnel Dos är kuperad åt nordost, men åt sydväst är den bergig. Runt Túnel Dos är det ganska tätbefolkat, med 134 invånare per kvadratkilometer. Närmaste större samhälle är Teziutlan, 18,5 km sydost om Túnel Dos. I omgivningarna runt Túnel Dos växer i huvudsak städsegrön lövskog.